# Брассье, Лильян
Лилья́н Монтагю́ Брассье́ (фр. Lilian Montague Brassier; 2 ноября 1999, Аржантёй) — французский футболист, защитник клуба «Ренн».

## Клубная карьера
Лильян Брассье является воспитанником футбольной школы клуба «Ренн». В июне 2019 года футболист подписал с клубом профессиональный контракт и сразу был отправлен в аренду у клуба Лиги 2 «Валансьен». Где и сыграл свою первую игру на профессиональном уровне. Произошло это в августе 2019 года в матче против «Нанси».
В 2020 году Брассье снова был отдан в аренду, в этот раз в клуб Лиги 1 «Брест». По условию арендного договора клуб мог выкупить контракт защитника, если останется в Лиге 1. После того, как «Брест» остался в высшем дивизионе, Брассье подписал с клубом контракт на постоянной основе.

## Карьера в сборной
Имея тоголезкие корни, Брассье на международном уровне выбрал Францию, где сыграл несколько матчей в составе юношеских сборных этой страны.